# Centro-Norte de Mato Grosso do Sul
Centro-Norte de Mato Grosso do Sul is een van de vier mesoregio's van de Braziliaanse deelstaat Mato Grosso do Sul. Zij grenst aan de deelstaat Mato Grosso in het noorden en de mesoregio's Leste de Mato Grosso do Sul in het oosten, Sudoeste de Mato Grosso do Sul in het zuiden en zuidwesten en Pantanal Sul Mato-Grossense in het westen. De mesoregio heeft een oppervlakte van ca. 69.575 km². Midden 2004 werd het inwoneraantal geschat op 911.323.
Twee microregio's behoren tot deze mesoregio:
- Alto Taquari
- Campo Grande

Mesoregio's: Centro-Norte de Mato Grosso do Sul · Leste de Mato Grosso do Sul · Pantanal Sul Mato-Grossense · Sudoeste de Mato Grosso do Sul

Microregio's: Alto Taquari · Aquidauana · Baixo Pantanal · Bodoquena · Campo Grande · Cassilândia · Dourados · Iguatemi · Nova Andradina · Paranaíba · Três Lagoas